# Acta non verba
Acta non verba è una locuzione latina che significa "Atti non parole".
La frase, che ha molti riscontri simili nella latinità, è un invito ad agire più che parlare. Si tratta anche del motto dell'Accademia della Marina mercantile statunitense.
Nel videogioco Battlefield: Bad Company la frase è riportata sullo stemma di un gruppo di militari noto come "Legionari".